# Acrylnitril-Butadien-Kautschuk
Acrylnitril-Butadien-Kautschuk, kurz auch Nitrilkautschuk, Kurzzeichen AB und NBR (Nitrile Butadiene Rubber), ist ein Copolymer aus Acrylnitril und 1,3-Butadien und zählt zu den Synthesekautschuken. Vulkanisate des Kautschuks haben eine hohe Beständigkeit gegen Mineralöle, Fette und Kohlenwasserstoffe. Der Werkstoff wird z. B. unter den Markennamen Perbunan (früher Buna N) oder Europrene N vertrieben. Darüber hinaus gibt es noch weitere Marken von AB-Kautschuken.

## Geschichte
Nitrilkautschuk wurde um 1930 bei der I. G. Farben von Eduard Tschunkur, Erich Konrad und Helmut Kleiner entwickelt.

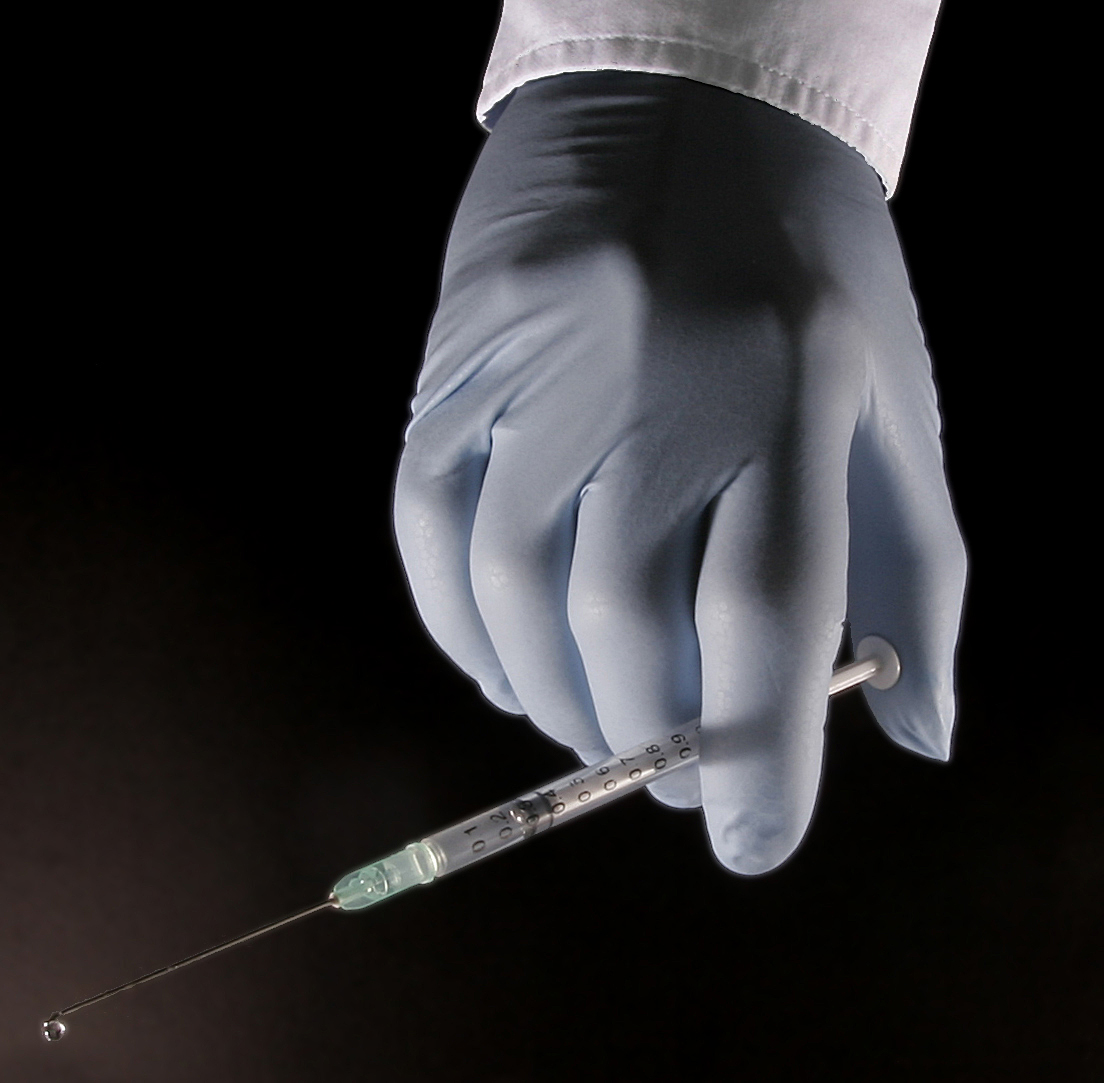
Ein Nitril-Handschuh, wie er in der Medizin verwendet wird

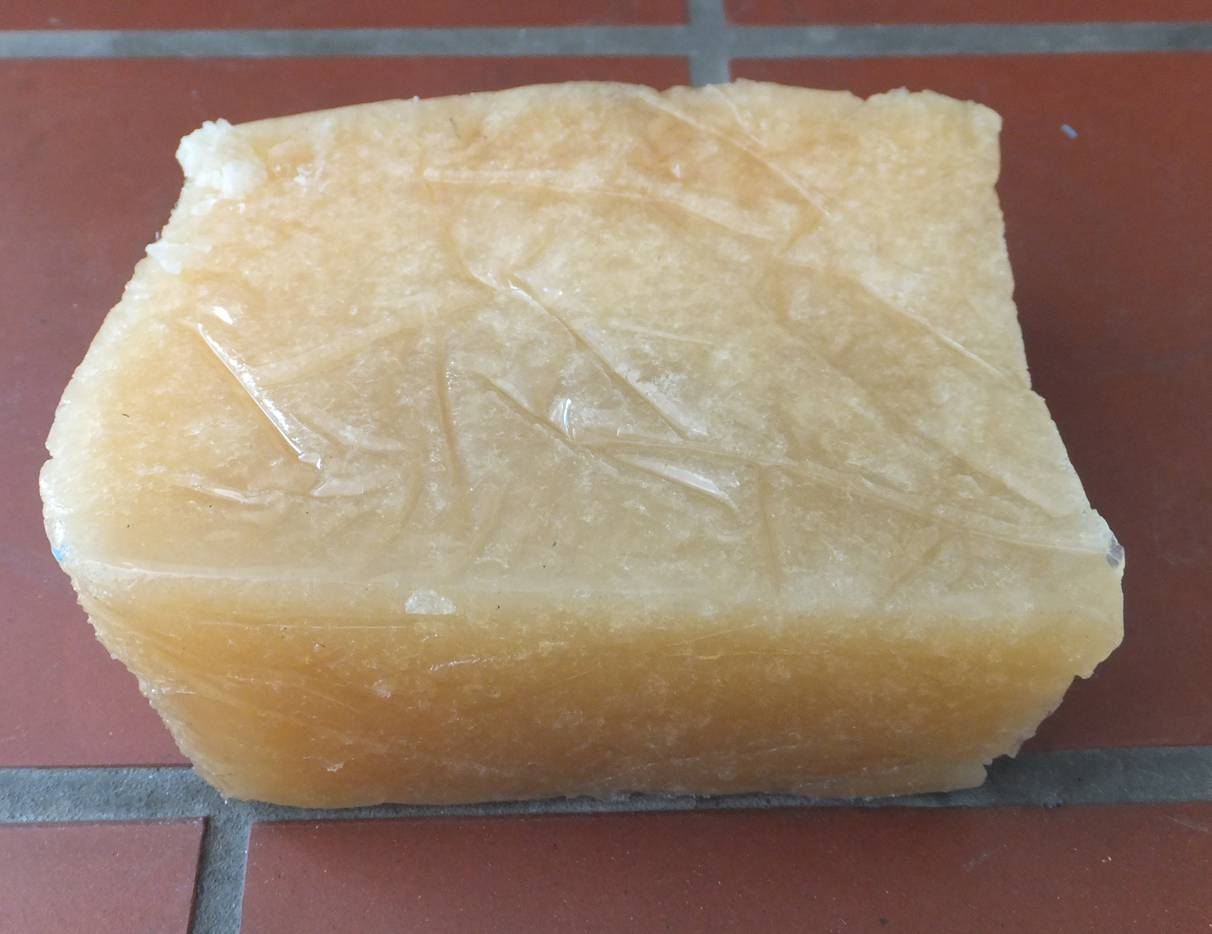
NBR-Kautschuk

## Eigenschaften
Die aus Nitrilkautschuk hergestellten Vulkanisate besitzen hohe Beständigkeit gegenüber Ölen, Fetten und Kohlenwasserstoffen, günstiges Alterungsverhalten und geringen Abrieb. Der Acrylnitrilanteil in NBR kann zwischen 18 und 50 Prozent liegen und beeinflusst folgende Eigenschaften:
- Quellbeständigkeit
- Elastizität
- Kälteflexibilität
- Gasdurchlässigkeit
- Druckverformungsrest

So zeigt ein NBR-Werkstoff mit 18 Prozent Acrylnitrilanteil eine sehr gute Tieftemperatur-Flexibilität bis ca. −38 °C bei mäßiger Öl- und Kraftstoffbeständigkeit, ein solcher mit 50 Prozent Acrylnitrilanteil hingegen eine Tieftemperatur-Flexibilität nur bis ca. −3 °C, dafür aber optimale Öl- und Kraftstoffbeständigkeit. Mit steigendem Acrylnitrilanteil vermindern sich die Elastizität und die Gasdurchlässigkeit, der Druckverformungsrest verschlechtert sich.
Werkstoffe auf Basis dieses Synthesekautschuks sind aufgrund ihrer guten technologischen Eigenschaften für sehr viele Anwendungsgebiete geeignet. Insbesondere Radial-Wellendichtringe, Dichtelemente für Hydraulik und Pneumatik sowie O-Ringe werden in großen Stückzahlen aus Werkstoffen auf NBR-Basis gefertigt. Sie werden zur Herstellung von Dichtungen, Schläuchen, Gummihandschuhen und Gummifäden verwendet.

## Chemische Stabilität
- Gute Quellbeständigkeit in aliphatischen Kohlenwasserstoffen, z. B. Propan, Butan, Benzin, Mineralölen (Schmierölen, Hydraulikölen der Gruppen H, H-L und H-LP) und Fett auf Mineralölbasis, schwerentflammbaren Druckflüssigkeiten der Gruppen HFA, HFB und HFC, pflanzlichen und tierischen Ölen und Fetten, leichtem Heizöl, Dieselkraftstoff. Einige Werkstoffe sind besonders beständig in warmem Wasser bis zu Temperaturen von 100 °C (sanitäre Armaturen) sowie anorganischen Säuren und Basen bei nicht zu hoher Konzentration und Temperatur.

- Mittlere Quellbeständigkeit in Kraftstoffen mit hohem Aromatengehalt (Superkraftstoff).

- Stark quellend in aromatischen Kohlenwasserstoffen, z. B. Benzol, chlorierten Kohlenwasserstoffen, z. B. Trichlorethylen, schwerentflammbaren Druckflüssigkeiten der Gruppe HFD, Estern, polaren Lösungsmitteln sowie in Bremsflüssigkeiten auf Glycoletherbasis.

- Thermischer Anwendungsbereich: Je nach Mischungsaufbau zwischen −30 °C und +100 °C, kurzzeitig bis 130 °C; bei höheren Temperaturen verhärtet der Werkstoff.

Die Kälteflexibilität reicht bei speziellen Mischungen, durch den Einsatz von Weichmachern, bis −55 °C.
- Aufgrund der in NBR vorhandenen Doppelbindungen ist die Temperatur- und Ozonbeständigkeit begrenzt. Durch Hydrierung werden diese zu Einfachbindungen umgewandelt, was die Temperatur- und Ozonbeständigkeit signifikant verbessert. Dieser Werkstoff wird als HNBR bezeichnet.

Zur Verbesserung der Ozonbeständigkeit sind ebenfalls Verschnitte mit PVC gängig. Typischerweise wird hier ein 70 % NBR / 30 % PVC-Verschnitt verwendet.